# Gaudenzio Tonoli
Gaudenzio Tonoli (Opera, 24 agosto 1940) è un ex ciclista su strada italiano, professionista dal settembre 1961 al 1963. Pur vincendo il campionato italiano in linea dilettanti, non riuscì ad imporsi in nessuna competizione fra i professionisti; tuttavia ottenne qualche piazzamento di rilievo, come il quarto posto al Giro del Lazio 1961, il sesto alla Tre Valli Varesine 1962 ed il nono alla Coppa Placci dello stesso anno.

## Palmarès
- 1966 (dilettanti)

Campionati italiani, Prova in linea dilettanti

## Piazzamenti

### Classiche monumento
- Milano-Sanremo

1963: 55º
- Giro di Lombardia

1961: 19º
1962: 28º